# Мрія (вокальний ансамбль)
Народний аматорський вокальний ансамбль «Мрія» створений у 2002 році з числа учнів старших класів шкіл Хорольського району та молоді міста Хорол. За плідну працю та популяризацію української культури у 2007 році ансамблю «Мрія» присвоєно звання «народний аматорський колектив».

## Історія
Народний аматорський вокальний ансамбль «Мрія» створений у 2002 році з числа учнів старших класів шкіл Хорольського району та молоді міста Хорол Полтавської області. За плідну працю та популяризацію української культури у 2007 році ансамблю «Мрія» присвоєно звання «народний аматорський колектив». Керівником ансамблю є Олійник Валентина Василівна. Ансамбль постійний учасник масових заходів, які проводяться в місті і районі, брав участь в обласних заходах. Колектив знаходиться в постійному творчому пошуку і активній концертній діяльності.

## Творча характеристика керівника
Олійник Валентина Василівна — керівник народного аматорського вокального ансамблю «Мрія». Закінчила Київський національний університет культури і мистецтв у  1985 році за фахом керівник народного хорового колективу. Після закінчення ВУЗу була направлена на роботу в Автономну республіку Крим, де працювала методистом, а також хормейстером народного аматорського ансамблю пісні і танцю «Яблуневий цвіт» на Кримській дослідній станції садівника. У 1990 році переїздить разом із сім’єю до міста Хорол Полтавської області, де починає працювати викладачем дитячої музичної школи. З 1998 року працює в районному будинку культури, де організовує дитячу вокально-хореографічну студію, а у 2002 році організовує молодіжний вокальний ансамбль «Мрія». Олійник Валентина Василівна підготувала багато талановитих дітей, які брали участь у престижних всеукраїнських, обласних фестивалях і конкурсах, де займали призові місця.

### Досягнення керівника
Валентина Василівна Олійник — лауреат численних пісенних фестивалів і конкурсів:
- Пісенний вернісаж (2005, 2017)
- Фестиваль сучасного українського романсу (2003)
- На хвилях Світязя (2003)
- Боромля (2006)
- Літературно-мистецького фестивалю «Осіннє золото»
- Всеукраїнський радіофестиваль «Прем’єра пісні» (2003, 2004, 2005 та 2015)

Двічі нагороджена почесними грамотами Міністерства культури України, а також неодноразово грамотами та дипломами  Полтавської облдержадміністрації та Управління культури, Хорольської райдержадміністрації. За сумлінну працю фотографія Олійник Валентини Василівни заносилася на районну дошку пошани.

## Репертуар
Репертуар «Мрії» складається з різноманітних вокальних творів, які відображають життя і побут українського народу, світ природи і людини.

## Склад
Станом на 2018 рік в ансамблі 12 учасників.

## Досягнення та нагороди

### Досягнення
- диплом І ступеня  огляду народної творчості «І світлий сум, і радість Перемоги» (2005)
- диплом І ступеня в обласному огляді на традиційному святі «Осіннє золото» (2005)
- диплом ІІ ступеня обласного огляду народної творчості «Будуймо України храм» (2006)
- диплом І ступеня Полтавського обласного фестивалю-конкурсу «Шукаємо таланти» (2008)
- диплом ІІІ ступеня Полтавського обласного фестивалю-конкурсу «Шукаємо таланти» (2009)
- диплом ІІІ ступеня обласного огляду народної творчості «Полтавські дивоцвіти» (2009)
- диплом І ступеня обласного огляду-конкурсу «Осіннє золото» (2011)
- диплом І ступеня обласного огляду народної творчості «Україно моя – отча земле моя» (2011)
- диплом І ступеня обласного огляду народної творчості «Квітуй, прекрасна батьківська земля!» (2014)
- дипломант обласного конкурсу «Осіннє золото» в с. Березова Рудка (2017)
- дипломант обласного фестивалю-конкурсу «Шукаємо таланти»
- дипломант культурно-мистецьких заходів на Національному Сорочинському ярмарку
- дипломант регіонального фестивалю народної творчості «Барви Хорольщини»
- переможець фестивалю-конкурсу «На гостини до Гребінки» в номінації «Вокальні ансамблі» (2021)[1].

### Нагороди
- Грамота райдержадміністрації та районної ради з нагоди дня працівників культури та аматорів народного мистецтва (2011).
- Грамота обласного управління культури за вагомі творчі здобутки, високу сценічну культуру та участь у святковому концерті до Дня працівників сільського господарства (м. Полтава, 2013).